# Мощность графа

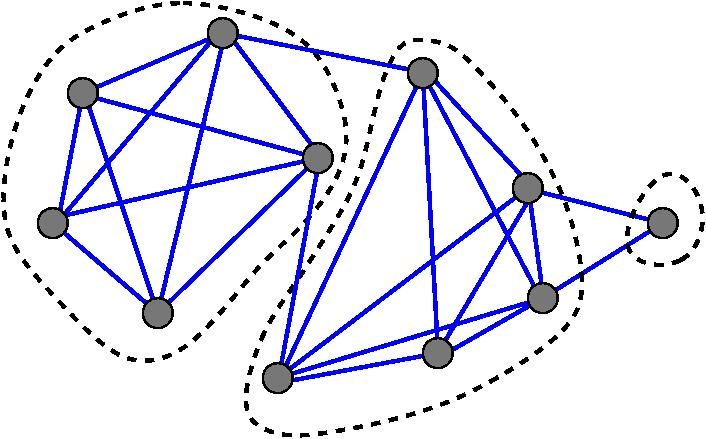
Граф с мощностью 2. На изображении показан максимизирующий рассматриваемое отношение способ удаления рёбер: граф разбивается на три части, при этом удаляется 4 рёбра между этими частями, что даёт отношение 4/(3-1)=2.

Мощность неориентированного графа — характеристика графа, равная минимальному отношению количества рёбер, удалённых из графа, к числу компонент, полученных в результате такого удаления (уменьшенного на 1). Этот метод позволяет определить зоны высокой концентрации рёбер. Мощность графа сходна с понятием жёсткости графа, которая, однако, определяется через процедуру удаления вершин, а не рёбер.

## Определения
Мощность {\displaystyle \sigma (G)} неориентированного простого графа {\displaystyle G=(V,E)} может быть определена тремя эквивалентными способами:
- Пусть {\displaystyle \Pi } — множество всех разбиений множества {\displaystyle V}. Для разбиения {\displaystyle \pi \in \Pi } обозначим как {\displaystyle \partial \pi } множество рёбер, соединяющих вершины из разных компонент {\displaystyle \pi }. Тогда {\displaystyle \displaystyle \sigma (G)=\min _{\pi \in \Pi }{\frac {|\partial \pi |}{|\pi |-1}}}.
- Пусть {\displaystyle {\mathcal {T}}} — набор всех остовных деревьев графа {\displaystyle G}. Тогда

{\displaystyle \sigma (G)=\max \left\{\sum _{T\in {\mathcal {T}}}\lambda _{T}\ :\ \forall T\in {\mathcal {T}}\ \lambda _{T}\geqslant 0;\forall e\in E\ \sum _{T\ni e}\lambda _{T}\leqslant 1\right\}.}
- Согласно двойственности линейного программирования,

{\displaystyle \sigma (G)=\min \left\{\sum _{e\in E}y_{e}\ :\ \forall e\in E\ y_{e}\geqslant 0;\forall T\in {\mathcal {T}}\ \sum _{e\in E}y_{e}\geqslant 1\right\}.}

## Сложность
Вычисление мощности графа может быть осуществлено за полиномиальное время. Первый полиномиальный алгоритм обнаружил Каннингем (1985). Алгоритм для вычисления мощности с наилучшей сложностью, принадлежащий Трубину (1993), использует разложение потока Голдберга и Рао (1998) и работает за время {\displaystyle O(\min({\sqrt {m}},n^{2/3})mn\log(n^{2}/m+2))}.

## Свойства
- Если {\displaystyle \pi =\{V_{1},\dots ,V_{k}\}} является разбиением, максимизирующим отношение и для {\displaystyle i\in \{1,\dots ,k\}} {\displaystyle G_{i}=G/V_{i}} является сужением графа G на множество {\displaystyle V_{i}}, то {\displaystyle \sigma (G_{k})\geqslant \sigma (G)}.
- Теорема Татта — Нэша — Уильямса: {\displaystyle \lfloor \sigma (G)\rfloor } является максимальным числом не пересекающихся по рёбрам остовных деревьев, которые могут содержаться в G.
- В отличие от задачи о разбиении графа, получаемые при вычислении мощности разбиения не обязательно сбалансированы (то есть почти одного размера).